# Тернуватська селищна територіальна громада
Тернуватська селищна територіальна громада — територіальна громада в Україні, у Запорізькому районі Запорізької області. Адміністративний центр — селище Тернувате.

## Історія
Громада утворена 25 квітня 2019 року шляхом об'єднання Тернуватської селищної ради та Самійлівської сільської ради Новомиколаївського району.
12 червня 2020 року, відповідно до розпорядження Кабінету Міністрів України № 713-р  «Про визначення адміністративних центрів та затвердження територій територіальних громад Запорізької області», з Тернуватською селищною громадою об'єднано ще 7 сільських рад.
19 липня 2020 року, в результаті адміністративно-територіальної реформи та ліквідації Новомиколаївського району, громада увійшла до складу Запорізького району.

## Населені пункти
До складу громади входять селище Тернувате та 15 сіл: Барвинівка, Бойкове, Василькове, Данилівка, Зарічне, Зірниця, Зорівка, Косівцеве, Лісне, Любицьке, Мирівка, Придорожнє, Різдвянка, Самійлівка та Світла Долина.